# Винер, Элизабет
Элизабет Винер (фр. Élisabeth Wiener; род. 23 ноября 1946, Париж) — французская актриса
 театра, кино и телевидения, певица
, кинокомпозитор, мастер дубляжа.

## Биография
Дочь актера и кинокомпозитора  Жана Винера. Занималась вокалом с 15 лет. Приняла участие в музыкальных шоу Мишеля Польнареффа.
Автор-исполнитель песен, участница женской группы Castafiore Bazooka. Пела в трио L'Attent à la Pudeur с Хигелином и Сержем Деррьеном. Интересуется джазом и современной музыкой. В 1979 году она вместе с басистом Жаком Леннозом основала дуэт Amalgam, который был переименован в Phoenix,  в том же году выпустила альбом Magick. С 1980 по 1984 год выпустила четыре альбома и пять синглов на Virgin France.
Снялась в более 50 фильмах и сериалах.
Ее актёрская карьера завершилась в начале 1980-х годов тремя телевизионными фильмами и гостевой ролью в телевизионном криминальном триллере «Поездка по лесу» из сериала «Инспектор Мулен».
Отказавшись от роли актрисы, посвятила себя дубляжу.

## Избранная фильмография
- Драже с перцем (1963)
- Вот конь бледный (1964)
- Отверженные (мини-сериал, 2000)

## Дискография
Синглы
- 1981 : Hara Kiri eleïsson / Bloody Mary
- 1982 : Vies à vies / Sauver sa peau
- 1983 : Le Rire / Anthropophage
- 1983 : Plume cassée / Dead End (B.O.F. Cap canaille)
- 1984 : Sous ma douche / Bath Tub Luv

Альбомы
- 1982 : Elisabeth Wiener (Virgin 201914)
- 1984 : Quitte ou double (Virgin 70195)